# Belait
Belait is een district van Brunei. Met een oppervlak van 2.727 km² is het de grootste en met 73.200 inwoners de op een na meest bevolkte van de vier districten van Brunei. De hoofdstad van Belait is Kuala Belait.

## Ligging
Belait ligt in het westen van Brunei. De districtshoofdstad Kuala Belait ligt ca. 120 km van de landshoofdstad Bandar Seri Begawan.

Door het district stroomt de Belait, de grootste rivier van Brunei.

## Industrie
Het district, in het bijzonder de stad Seria, zijn het centrum van de olie- en gas-industrie van Brunei. Er zijn twee olie- en gasvelden op land: het Seria Oil Field (ontdekt in 1929) en het kleinere Rasau veld. Uit de kust liggen de off-shore velden South-West Ampa, Fairley, Fairley baram en Egret fields. In Seria wonen veel expats van buitenlandse oliemaatschappijen.

## Bevolkingsontwikkeling
| 1947        | 1971   | 1981   | 1991   | 2001   | 2011   | 2016   |
| ----------- | ------ | ------ | ------ | ------ | ------ | ------ |
| 12 567      | 42 400 | 50 768 | 52 957 | 55 602 | 60 744 | 69 992 |
| [ 3 ] [ 5 ] |        |        |        |        |        |        |

## Bestuurlijke indeling

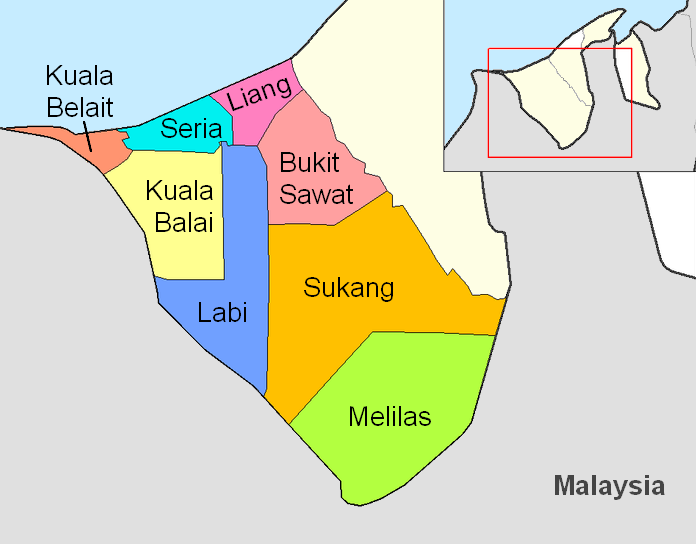
Regio's in Belait

Het district is in 8 regio's (Moekim) opgedeeld:
- Bukit Sawat
- Kuala Balai
- Kuala Belait
- Labi
- Liang
- Melilas
- Seria
- Sukang